# Косякін Віктор Васильович

Віктор Васильович Косякін (29 жовтня 1895 — 13 лютого 1958) — радянський військовий діяч, у 1943-1944 роках командуючий Київського військового округу, генерал-лейтенант.

## Життєпис
У Червоній армії з 1918 року. У роки Громадянської війни в Росії на посадах командира взводу, батальйону, пізніше помічник командира і командир полку.
Після війни командир стрілецького полку, начальник штабу дивізії. 
У листопаді 19З5 року отримав звання комбрига. З 1936 року на посаді командира стрілецької дивізії. З лютого 1939 року у званні комдива.
З червня 1940 року до 9 серпня 1941 року начальник стрілецько-тактичних курсів удосконалення комскладу піхоти «Постріл». Тоді ж отримав звання генерал-майора.
На початку німецько-радянської війни служив на попередній посаді, пізніше вже в апараті Народного комісаріату оборони СРСР. Займався укомплектуванням з'єднань і мобілізацією особового складу для Червоної Армії.
У січні 1942 року підвищений у званні до генерал-лейтенанта.
У 1943 році командував військами Сталінградського військового округу.
З жовтня 1943 по березень 1944 року - командуючий Київського військового округу, пізніше, аж по 1951 рік - вже на посаді заступника командувача військами Київського особливого військового округу.
З листопада 1951 року помічник Головкому Групи Радянських військ в Німеччині, а з вересня 1953 року - радник при Народній поліції Німецької Демократичної Республіки. 
З лютого 1954 по червень 1956 року у розпорядженні головного управління кадрів МО СРСР, пізніше на посаді заступника начальника Головного управління кадрів Міністерства оборони СРСР.